# 深溝雙刃骨螺
深溝雙刃骨螺，舊作粗溝雙刃小法螺或精溝雙刃骨螺，是新腹足目骨螺科双刃骨螺属下的一个种。WoRMS沒有本物種紀錄。
本物種分布於台湾，見於澎湖群島及綠島。常栖息在潮间带岩礁。